# Resolució 249 del Consell de Seguretat de les Nacions Unides
La Resolució 249 del Consell de Seguretat de les Nacions Unides, aprovada el 18 d'abril de 1968 després d'examinar l'aplicació de Maurici per a ser membre de les Nacions Unides, el Consell va recomanar a l'Assemblea general que Maurici fos admesa.